# Lesene cerkve južne Malopoljske
Lesene cerkve južne Malopoljske (poljsko drewniane kościoły południowej Małopolski), vpisane na Unescov seznam svetovne dediščine, stojijo v  krajih Binarowa, Blizne, Dębno, Haczów in Lipnica Murowana v Malopoljskem vojvodstvu, v jugovzhodni Poljski.
Njihovemu opisu: "Lesene cerkve na jugu Malopoljske predstavljajo izjemne primere različnih vidikov srednjeveške cerkvene gradbene tradicije v rimskokatoliški kulturi. Zgrajene so s tehniko vodoravnih hlodov, običajno v vzhodni in severni Evropi od srednjega veka ... ", resnici na ljubo, ustreza veliko cerkva tudi v drugih regijah vzhodne Evrope.
Slog lesenih cerkva v regiji, ki se je razvil v poznem srednjem veku v poznem 16. stoletju,  se je začel z gotskimi ornamenti in polikromnimi detajli, zaradi lesene gradnje pa se struktura,  splošna oblika in občutek povsem razlikujejo od gotske arhitekture in poljske gotike v kamnu in opeki. Kasnejši gradbeni posegi, predvsem ornamenti, kažejo na vpliv rokokoja in baroka. Na obliko teh rimskokatoliških cerkva sta močno vpliva prisotnost grško-katoliške in pravoslavne vere v regiji. Nekatere cerkve imajo obliko grškega križa in čebulne kupole, najbolj zanimivo pa je, da cerkve združujejo te značilnosti z rimskimi oblikami s podolgovatimi ladjami in zvoniki. Nekaj drugih lesenih cerkva v regiji je v muzejih na prostem v Sanoku in Nowem Sączu. 

## Galerija
- Obnovljena cerkev nadangela Mihaela, zgrajena okolo leta 1500
- Notranjost cerkve
- Cerkev nadangela Mihaela v Dębnu, zgrajena v 15. stoletju
- Cerkev Marijinega vnebovzetja v Haczówu, zgrajena leta 1388, je najstarejša lesena gotska cerkev v Evropi
- Cerkev sv. Lenarta v Lipnici Murowani, zgrajena v 15. stoletju
- Cerkev sv. Filipa in Jakoba v Sękowai, zgrajena leta 1520

## Druge lesene cerkve v regiji
- Cerkev sv. Petra in Pavla v Lachowicah, zgrajena leta  1789-1791
- Notranjost cerkve sv. Janeza Krstnika, Orawka
- cerkve sv. Janeza Krstnika, Orawka, zgrajena okoli leta 1750
- Cerkev sv. Janeza Krstnika, Rzepiennik Biskupi, iz 16. stoletja
- Cerkev nadangela Mihaela, Szalowa, iz 18. stoletja
- Notranjost cerkve sv. Mihaeka, Szalowa
- Cerkev sv. Jakoba, Powroźnik, iz leta 1604
- Cerkev sv. Martina, Grywałd, iz 16./17. stoletja
- Cerkev sv. Doroteje, Trzcinica, zgrajena na koncu 15. stoletja
- Cerkev sv. Paskareve, Kwiatoń, zgrajene v 17. stoletju
- Cerkev v Iwkowi iz 15.-17. stoletja
- Cerkev sv. Katarine v Gogołówu, zgrajena leta 1672

## Sklic
1. ↑  World Heritage Site. "Wooden Churches of Southern Małopolska". Inscription. UNESCO. Pridobljeno 21. novembra 2017.